# 苏椿 (北朝)
苏椿（？—563年），字令钦，武功郡（今陕西省咸阳市武功县）人，北周美阳侯，苏协子，苏绰弟，官至骠骑大将军、开府仪同三司、大都督。

## 生平[1]
北魏正光末年，关陇起义爆发，苏椿响应朝廷的招募，被授为荡寇将军。累迁奉朝请、厉威将军、中散大夫，因功被封为美阳县子，加都督、持节、平西将军、太中大夫。
西魏大统初年，任镇东将军、金紫光禄大夫，赐姓贺兰氏。四年，出为武都郡郡守。改授西夏州长史，任帅都督、弘农郡郡守。为官精明干练，特为宇文泰所知。大统十四年，朝廷在各州设置乡帅，非当地贤望的人，难以任职，宇文泰令苏椿领乡兵。当年，平定槃头郡氐族叛乱，被任命为散骑常侍，加大都督。十六年，跟随大军折征讨随郡，还军后被任命为武功郡郡守，因武功为其家乡，在任时以清俭自居，政事无论大小都尽心竭力。
北周建立后，授使持节、车骑大将军、仪同三司，进爵为侯。周明帝武成二年，进位骠骑大将军、开府仪同三司、大都督。周武帝保定三年，于任上逝世。其子苏植继承他的爵位。